# FaceTime
FaceTime è un'applicazione sviluppata dalla Apple per i sistemi operativi iOS, iPadOS e macOS. Essa permette di chiamare o videochiamare tramite internet attraverso la videocamera frontale del dispositivo. È disponibile da Mac OS X Snow Leopard, distribuita tramite l'App Store, mentre è integrata nel sistema operativo con Mac OS X Lion. Il software è stato annunciato alla WWDC del 2010 in concomitanza del lancio dell'iPhone 4. Da iOS 7 è disponibile anche FaceTime Audio.

## Funzionamento
FaceTime funziona sia su rete Wi-Fi sia su reti mobili 4G (LTE) e 3G (UMTS/HSPA), tranne che su iPhone 4 e iPad 2, per cui è previsto il funzionamento solo su rete Wi-Fi.
Esso è un software e servizio gratuito, i cui requisiti minimi sono un dispositivo con iOS 4 o successivi con videocamera frontale, oppure un computer con Mac OS X Snow Leopard 10.6.6 (solo su Snow Leopard, l'applicazione è a pagamento) o sistemi operativi successivi.
Il servizio è stato esteso all'utenza Mac il 20 ottobre 2010, con l'annuncio di una beta pubblica dell'applicazione di videochiamata, disponibile per il download sul sito Apple. L'applicazione FaceTime per Mac è stata pubblicata in versione finale il 24 febbraio 2011 sull'App Store.
Il servizio trasmette i dati in modo cifrato utilizzando la cifratura WPA2 Enterprise.

## Compatibilità
È possibile utilizzare FaceTime Wi-Fi su iPhone 4 o successivi, iPod touch di quarta generazione o successivi, iPad di seconda generazione o successivi e su tutti gli iPad mini. Per usufruire della rete mobile è necessario un iPhone 4S o successivi o un iPad di terza generazione o successivi.